# Bryan Caplan
Bryan Douglas Caplan, född 8 april 1971, är en amerikansk nationalekonom. Caplan är knuten till George Mason University och Cato Institute. Han har publicerat ett antal böcker där han ifrågasätter allmänna samhällsvärderingar utifrån ett libertarianskt perspektiv, bland dem The Myth of the Rational Voter, The Case Against Education och Don't Be a Feminist. Han driver sin egen blogg Bet On It.

## Uppväxt och utbildning
Född 8 april 1971. 1993 mottog han sin kandidatexamen i ekonomi från University of California i berkley och tog emot sin doktorsexamen i ekonomi från Princeton University 1997.

## Biografi och författande
Caplan har beskrivit sig som en "ekonomisk libertarian". Bland hans böcker finns The Myth of the Rational Voter, där han menar att demokratier misslyckas på grund av väljarnas irrationalitet. I sin The Case against Education hävdar han att en stor del av den högre utbildningen är ineffektiv och att det ofta antagna perspektivet om humankapital är felaktigt.
Caplan är en förespråkare av fri invandring, något som framkommer i boken Open Borders: The Science and Ethics of Immigration. Han deltar ofta i den allmänna debatten omkring samhällsutveckling och politiska fokus, bland annat genom skrivande på Twitter / X.
2022 kom Don't Be a Feminist: Essays on Genuine Justice, en samling essäer skrivna med tanke på hans egen uppväxande dotter. Boken är uppdelad i sektioner som kring rörelsen för social rättvisa, brott och diskrimering, vardaglig ondska och dåliga samveten. I essän som gett boken sitt namn beskriver han hur det allmänna samtalet omkring könsbaserade orättvisor (inklusive runt lönesättning) fokuserar på fel saker.
2024 publicerades Build, baby, build : The Science and Ethics of Housing Regulation där Bryan Caplan argumenterar för en radikal avreglering av bostadsmarknaden för att hantera den rådande bostadsbristen. Boken tar formen av en grafisk roman där han argumenterar att en avreglerad bostadsmarknad minskar kostnaden för bostäder, ökar social rörlighet, skapar jobb, räddar liv, ökar födelsetal och minskar kriminalitet. Han svarar även på många av de vanligaste motargumenten mot avreglering.

## Privatliv
Caplan beskriver sig själv som en nörd som älskar rollspel och serieromaner. Han bor i Oakton i Virginia tillsammans med sin hustru och fyra barn.